# 皮耶罗·索德里尼
皮耶罗·索德里尼（義大利語：Piero di Tommaso Soderini，1451年3月17日—1522年6月13日），意大利佛罗伦萨共和国政治家，1498年至1512年为佛罗伦萨的实际统治者。政治学家尼古洛·马基雅维利曾在他的手下任职。